# Джон Ферріс (плавець)
Джон Ферріс (англ. John Ferris, 24 липня 1949 — 13 вересня 2020) — американський плавець.
Призер Олімпійських Ігор 1968 року.
Переможець літньої Універсіади 1967, 1970 років.